# Eric Utterhielm
Eric Utterhielm (Utterhjelm), född 14 september 1662 i Stockholm, död 25 juni 1717 i Stockholm, var en svensk kammarherre och målare
Han var son till assessorn Magnus Utterhielm och Britta Göransdotter. Utterhielm blev student vid Uppsala universitet 1675 och blev efter studierna kammarjunkare och senare kammarherre hos änkedrottning Hedvig Eleonora på Drottningholms slott. Han studerade målning för David Klöcker Ehrenstrahl och utförde till en början religiösa och historiska målningar i Ehrenstrahls stil. Senare lärde han sig att måla på emalj där man antar att Pierre Signac var hans lärare. För Hedvig Eleonora utförde han en lång rad med miniatyrmålningar i gouache av kungliga och furstliga förfäder som samlades till genealogiska stamträd. Han målade även en antavla som skänktes till hertig Carl Fredrik 1710 samt en antavla över den gustavianska familjen 1714. Hans konst består huvudsakligen av miniatyrmålningar med religiösa motiv och porträtt samt små kopior efter berömda original och små Ehrenstrahlska allegoriska kompositioner. Utterhielm är representerad vid Statens historiska museum, Statens porträttsamling på Gripsholm, Sinebrychoffska samlingen, Sveriges riksbank Nordiska museet, Stockholms slott och Nationalmuseum.